# Bitva u Lutteru

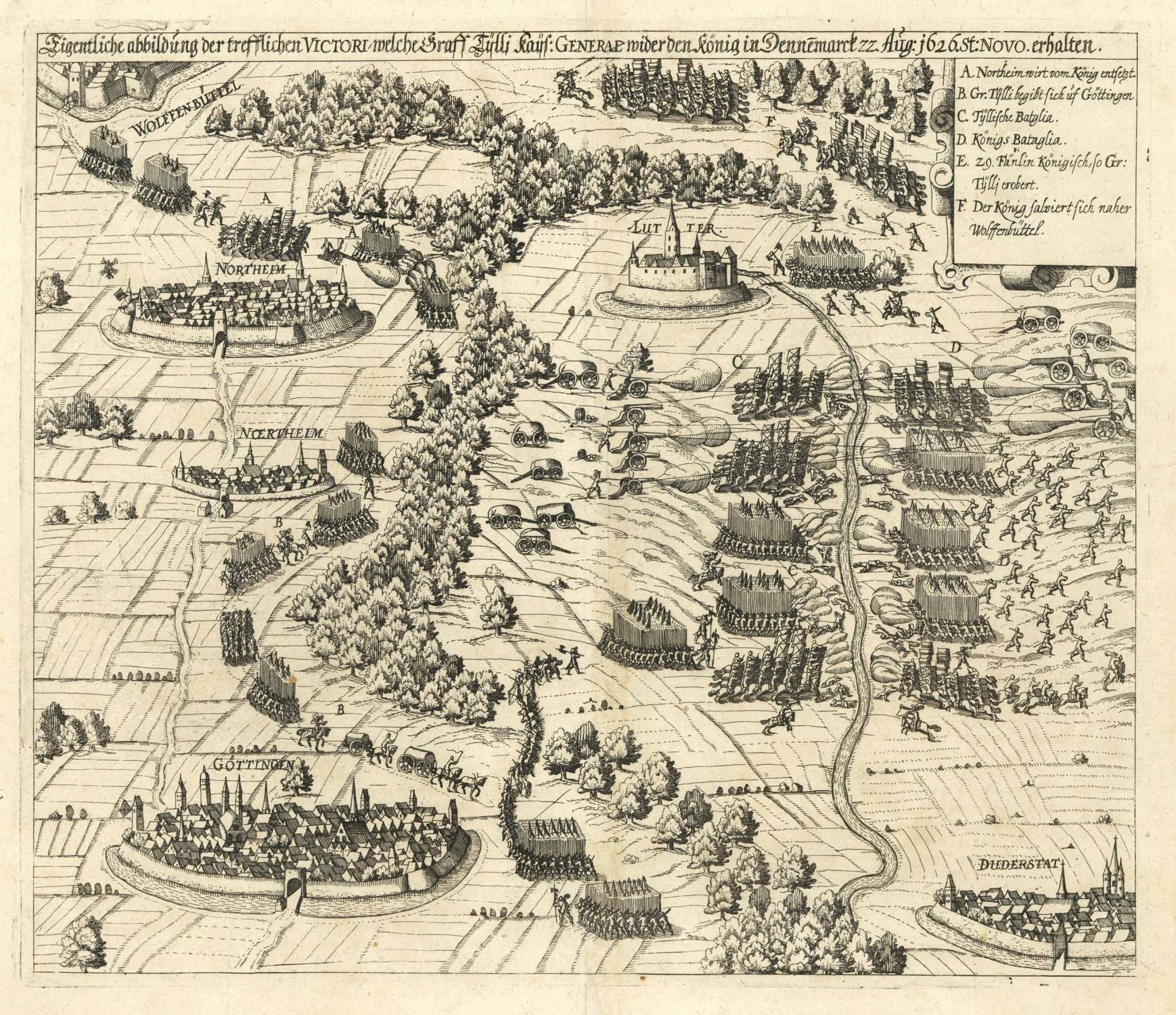
Dobové zobrazení bitvy

Bitva u Lutteru (německy: Lutter am Barenberge) se odehrála 27. srpna 1626 během třicetileté války jižně od Salzgitteru v Dolním Sasku. Spojené dánsko-německé síly vedené Kristiánem IV. Dánským byly poraženy Johanem Tserclaesem Tillym velícím armádě katolické ligy loajální císaři Ferdinandovi II. Drtivá porážka Dánů de facto vedla k jejich stažení z třicetileté války.

## Průběh
Kristiánův plán tažení na rok 1626 spočíval v tom, že zatímco on vedl hlavní armádu proti Tillymu,Petr Arnošt II. Mansfeld měl útočit na Valdštejna, podporován Kristiánem Brunšvickým. Mansfeld však byl poražen v bitvě u Desavy v dubnu a také Brunšvického útok zcela selhal; Kristián Brunšvický pak ochuravěl a v červnu zemřel.
Kristián IV. Dánský se v této situaci rozhodl svůj postup proti Tillymu zastavit a vrátit se na svou základnu ve Wolfenbüttelu. Byl však zpomalen přívalovým deštěm a 27. srpna se tak střetl s nepřítelem u Lutteru. Nepřipravený a velením nenařízený útok jeho pravého křídla strhl celé vojsko k všeobecnému postupu, který byl odražen a během nějž Dánové zaznamenali obrovské ztráty. Pozdě odpoledne se Kristiánovy jednotky daly na úprk. Série útoků dánské jízdy umožnila králi, že nepadl do zajetí, ale za cenu zničení nejméně 30 % jeho armády a ztráty veškerého dělostřelectva. Mnoho z jeho německých spojenců ho po tomto debaklu opustilo. Přestože válka pokračovala až do smlouvy z Lübecku v červnu 1629, porážka u Lutteru ukončila Kristiánovy sny o rozšíření jeho německých majetků.
Porážka u Luttera zanechala Mansfelda uvězněného v Tatrách, jeho armáda se bouřila a hladověla, zatímco jeho spojenec Gabriel Betlen zahájil mírová jednání s Ferdinandem. Mansfeld zemřel v listopadu 1626. Přestože Kristián obdržel značnou finanční podporu od Angličanů a Nizozemců, aby se vzchopil a mohl pokračovat v bojích, byli Dánové v říjnu 1627 z německého území definitivně vyhnáni. Do celoevropského konfliktu už poté výrazně nezasáhli.